# Грачёв, Анатолий Александрович
Анатолий Александрович Грачёв (5 июня 1919, деревня Митяево, Можайский уезд, Московская губерния — 26 апреля 1996, Москва) — старший лейтенант Советской Армии, участник Великой Отечественной войны. Герой Советского Союза (1944).

## Биография
Родился 5 июня 1919 года в деревне Митяево (ныне — Можайский район Московской области) в рабочей семье. Окончил семь классов средней школы, в 1938 году — Дзержинский аэроклуб в Москве. Работал электриком автобазы Госбанка СССР, затем там же шофёром.
В 1939 году был призван на службу в Рабоче-крестьянскую Красную Армию. В 1940 году он окончил Борисоглебскую военную авиационную школу лётчиков. С октября 1941 года — на фронтах Великой Отечественной войны, лётчик 438-го истребительного авиационного полка. Принимал участие в боях на Западном и 3-м Белорусском фронтах. Участвовал в Курской битве, освобождении Белорусской ССР и Прибалтики, боях в Восточной Пруссии.
К сентябрю 1943 года — старший лейтенант. Был заместителем командира эскадрильи 272-го истребительного авиаполка 309-й истребительной авиадивизии 1-й воздушной армии Западного фронта. К тому времени он совершил 210 боевых вылетов, принял участие в 54 воздушных боях, сбив 16 самолётов противника лично и ещё 6 — в группе.
Указом Президиума Верховного Совета СССР «О присвоении звания Героя Советского Союза офицерскому составу военно-воздушных сил Красной Армии» от 4 февраля 1944 года за «образцовое выполнение боевых заданий командования на фронте борьбы с немецкими захватчиками и проявленные при этом отвагу и геройство» был удостоен высокого звания Героя Советского Союза с вручением ордена Ленина и медали «Золотая Звезда» за номером 2806.
Всего за время войны Грачёв совершил 270 боевых вылетов, принял участие в 70 воздушных боях, сбив 25 вражеских самолётов лично и ещё 7 — в группе. После окончания войны он продолжил службу в Советской Армии, летал на реактивных самолётах. В 1953 году Грачёв был уволен в запас.
Проживал и работал в Москве. Умер 26 апреля 1996 года, похоронен на Кунцевском кладбище Москвы.
Был также награждён двумя орденами Красного Знамени, орденом Александра Невского, двумя орденами Отечественной войны 1-й степени, орденами Красной Звезды, «Знак Почёта», рядом медалей.